# Игра в кальмара (3-й сезон)
Третий сезон южнокорейского телесериала в жанре выживания «Игра в кальмара» (кор. 오징어게임 3, Ojingeo geim 3) вышел на Netflix 27 июня 2025 года и стал финальным. Как и в первом, и во втором сезоне, режиссёром и автором сценария всех эпизодов стал Хван Дон Хёк. Главные роли исполнили Ли Джонджэ, Ли Бёнхон, Ви Хаджун, Пак Кюён, Лим Сиван, Ли Джин Ук, Чо Юри, Кан Ханыль, Пак Сонхун, Ян Донгын и Кан Э Cим.

## В ролях

### Основной состав
- Ли Джонджэ — Сон Ги Хун / Игрок № 456[англ.] (кор. 성기훈)
- Ли Бёнхон — Хван Ин Хо / Ведущий / Игрок № 001[англ.] (кор. 황인호)
- Ви Хаджун — детектив Хван Джун Хо (кор. 황준호)
- Пак Кюён — Кан Но Ыль / Охранник № 011 (солдат) (кор. 강노을)
- Лим Сиван — Ли Мён Ги / MG Coin / Игрок № 333 (кор. 이명기)
- Ли Джин Ук — Пак Кён Сок / Игрок № 246 (кор. 박경석)
- Чо Юри — Ким Джун Хи / Игрок № 222 (кор. 김준희)
- Кан Ханыль — Кан Дэ Хо / Игрок № 388 (кор. 강대호)
- Пак Сонхун — Чо Хён Джу / Игрок № 120[англ.] (кор. 조현주)
- Ян Донгын — Пак Ён Сик / Игрок № 007 (кор. 박용식)
- Кан Э Сим — Чан Гым Джа / Игрок № 149 (кор. 장금자)

### Второстепенный состав
- Чон Сок Хо — Чхве У Сок (кор. 최우석)
- Ро Джэ Вон — Нам Гю / Игрок № 124 (кор. 남규)
- Сон Ён Чхан — Им Джон Дэ / Игрок № 100 (кор. 임정대)
- Чхэ Кук Хи — Сон Нё / Игрок № 044 (кор. 선녀)
- Ли Дэвид — Пак Мин Су / Игрок № 125 (кор. 박민수)
- Ли Сан У — Ким Ён Сам / Игрок № 226 (кор. 김영삼)
- Чо Си Нэ — Пак Ми Хва / Игрок № 006 (кор. 박미화)
- Пак Чэ Чхоль — Пак Хи Ён / Игрок № 235 (кор. 박희용)
- Чхве Гви Хва — Ким Ги Мин / Игрок № 203 (кор. 김기민)
- Пак Чин У — Ли Сын Вон / Игрок № 336 (кор. 이승원)
- Ли Гю Хо — Ким Юн Тхэ / Игрок № 353 (кор. 김윤태)
- Пак Тхэ Сан — Игрок № 202
- Ли Гён Мин — Игрок № 306
- Ли Сок — Игрок № 096
- Чан Джэ Хо — Охранник № 005 (солдат)
- Син Джу Хван — Охранник № 007 (солдат)
- Пак Хисун — Офицер
- О Дальсу — капитан Пак Ён Киль (кор. 박용길)

### Гостевой состав
- Чо А Ин — Сон Га Ён (кор. 성가용)
- Пак Хё Чин — мать Сан У
- Пак Си Ван — Кан Чхоль (кор. 강철)
- О Ён Су — О Иль Нам (кор. 오일남)
- Чон Хо Ён — Кан Сэ Бёк / Игрок № 067[англ.] (кор. 강새벽)
- Вон Джи Ан — Се Ми / Игрок № 380 (кор. 세미)
- T.O.P — Чхве Су Бон / Танос / Игрок № 230 (кор. 최수봉 / 타노스)
- Дэвид Сэйерс — VIP-гость Ричард
- Джейн Вонг — VIP-гость Дженнифер
- Брайан Букко — VIP-гость Джон
- Джордан Ламбертони — VIP-гость Джек
- Кевин Йорн — VIP-гость Кевин
- Кейт Бланшетт — американская вербовщица[1]

## Эпизоды
| № общий | № в сезоне | Название                                                          | Режиссёр     | Автор сценария | Дата премьеры |
| ------- | ---------- | ----------------------------------------------------------------- | ------------ | -------------- | ------------- |
| 17      | 1          | «Ключи и ножи» «Keys and Knives (열쇠와 칼)»                      | Хван Дон Хёк | Хван Дон Хёк   | 27 июня 2025  |
| 18      | 2          | «Звёздная ночь» «The Starry Night (별이 빛나는 별이)»             | Хван Дон Хёк | Хван Дон Хёк   | 27 июня 2025  |
| 19      | 3          | «Это не твоя вина» «It's Not Your Fault (당신의 잘못이 아닙니다)» | Хван Дон Хёк | Хван Дон Хёк   | 27 июня 2025  |
| 20      | 4          | «222»                                                             | Хван Дон Хёк | Хван Дон Хёк   | 27 июня 2025  |
| 21      | 5          | «○△□»                                                             | Хван Дон Хёк | Хван Дон Хёк   | 27 июня 2025  |
| 22      | 6          | «Люди — это...» «Humans Are... ( 인간은...)»                      | Хван Дон Хёк | Хван Дон Хёк   | 27 июня 2025  |

## Производство и релиз

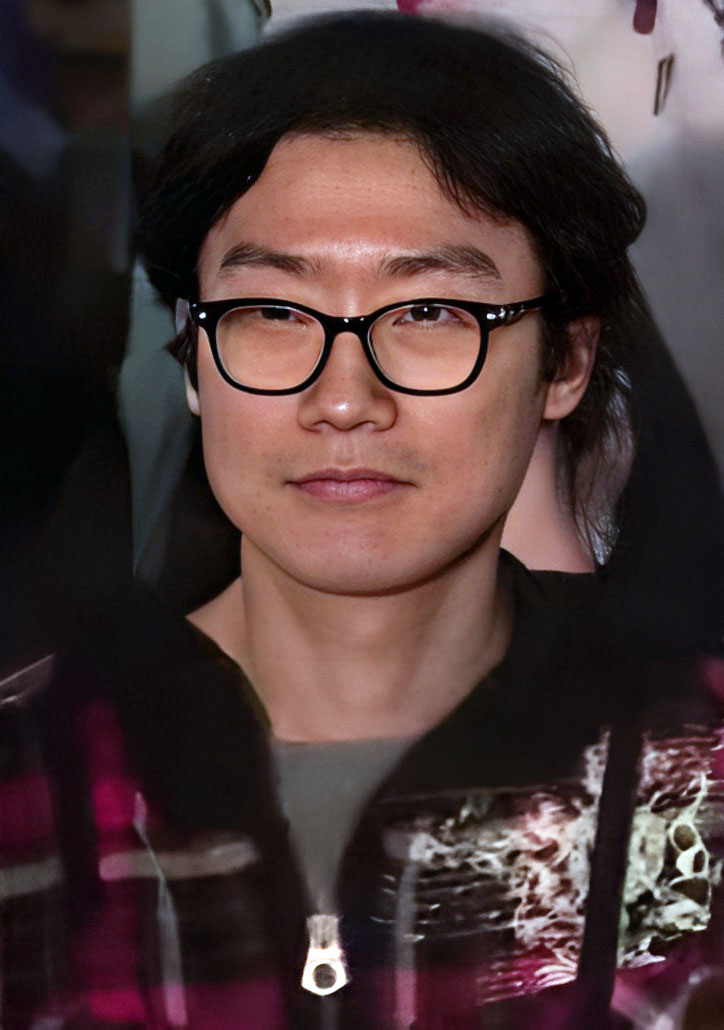
Хван Дон Хёк — режиссёр и автор сценария сериала «Игра в кальмара»

Первый сезон веб-сериала в жанре выживания «Игра в кальмара» вышел 17 сентября 2021 года и обрёл большую популярность, став самым просматриваемым шоу за всю историю стримингового сервиса Netflix. В конце октября того же года режиссёр и автор сценария Хван Дон Хёк заявил, что ведёт переговоры с Netflix относительно второго сезона. О возможности появления третьего сезона Хван впервые рассказал в декабре 2021 года. 1 августа 2024 года было официально подтверждено, что третий сезон снят и станет финальным. Тогда же прозвучала и дата премьеры — 2025 год. При разработке сезона режиссёр, по его словам, снова столкнулся с большим стрессом. При этом он отметил, что в некотором смысле работа над продолжением оказалась проще, так как уже были «воплощённые в жизнь вселенная и пространства», которые он придумал прежде.
Изначально предполагалось, что сезонов будет только два, но Хван решил разделить второй, получавшийся слишком длинным. По словам Хван Дон Хёка, в начале третьего сезона Сон Ги Хун снова станет другим человеком по сравнению с предыдущими двумя и «окажется на очень важном перепутье». В этом сезоне будет показано, как Хван Ин Хо стал Ведущим. Режиссёр говорил, что в этом сезоне акцент делается «на том, как [люди] должны сохранять свою человечность в условиях таких жёстких соревнований», а представленные игры «действительно могли бы показать самое низменное в людях». Хван заявил: «Когда я размышлял над идеей концовки третьего сезона, мне, кажется, само собой пришло в голову, что это и есть финал»; режиссёр решил, что получившаяся история позволила раскрыть всё, что он хотел сказать в сериале.
В третьем сезоне сыграли те же актёры, что и во втором. Ли Джонджэ и Ли Бёнхон вернулись к своим ролям Сон Ги Хуна / Игрока № 456 и Хван Ин Хо / Ведущего соответственно вместе с другими актёрами, которые повторяют свои роли из второго сезона: Ви Хаджун, Пак Кюён, Лим Сиван, Ли Джин Ук, Чо Юри, Кан Ханыль, Пак Сонхун, Ян Донгын, Кан Э Сим, Но Джэ Вон и Ли Дэвид.
Съёмки третьего сезона начались в июле 2023 года и завершились в июне 2024 года, они велись параллельно со съёмками второго сезона. Известно, что в ноябре 2024 года был почти завершён монтаж.
6 мая 2025 года Netflix опубликовал тизер сезона, 1 июня — первый трейлер, 14 июня — финальный трейлер. Премьерный показ начался 27 июня 2025 года. В рамках кампании по продвижению третьего сезона Netflix организовал ряд мероприятий для фанатов в Южной Корее, США, Индии, Малайзии и Саудовской Аравии. Он устроил коллаборацию с компьютерной игрой Fortnite, где 27 июня была выпущена карта Fortnite Squid Ground.